# Gladiusita
La gladiusita és un mineral de la classe dels fosfats. Rep el nom per la morfologia del cristall semblant a una espasa de doble tall, del llatí gladius, espasa.

## Característiques
La gladiusita és un fosfat de fórmula química Fe³⁺₂Fe²⁺₄(PO₄)(OH)₁₁(H₂O). Cristal·litza en el sistema monoclínic. La seva duresa a l'escala de Mohs es troba entre 4 i 4,5. Conté tant Fe3+ com Fe2+ en la proporció ideal de 2:1. El color del material tipus es descriu com "verd fosc, gairebé negre". El color marró vermellós i marró de la majoria del material trobat al massís suggereix que una part o la totalitat del Fe2+ podria estar oxidat, cosa que podria correspondre a una nova espècie.
Segons la classificació de Nickel-Strunz, la gladiusita pertany a «08.DF: Fosfats només amb cations de mida mitjana, amb proporció: (OH, etc.):RO₄ > 3:1» juntament amb els següents minerals: hotsonita, bolivarita, evansita, liskeardita, rosieresita, rusakovita, liroconita, sieleckiïta, calcofil·lita i parnauïta.

## Formació i jaciments
Va ser descoberta al massís de Kovdor, a l'óblast de Múrmansk (Rússia), concretament a la mina de ferro Kovdor Zheleznyi i a la canonada de foscorita-carbonatita. Aquest massís rus és l'únic indret de tot el planeta on ha estat descrita aquesta espècie mineral.